# 坂本剛二
坂本 剛二（さかもと ごうじ、1944年〈昭和19年〉11月2日 - 2018年〈平成30年〉11月4日）は、日本の政治家。位階は従三位。
衆議院議員（7期）、経済産業副大臣（第1次小泉第2次改造内閣・第2次小泉内閣）、衆議院災害対策特別委員長、衆議院財務金融委員長、福島県議会議員（3期）、いわき市議会議員（1期）などを歴任した。
元参議院議員の増子輝彦は義弟。

## 来歴
福島県石城郡勿来町（現いわき市）生まれ。福島県立磐城高等学校、中央大学経済学部卒業。1972年、いわき市議会議員に初当選。1975年、いわき市議会議員を辞職し、福島県議会議員選挙に立候補して当選した。以後、県議を3期15年間務める。
1990年、第39回衆議院議員総選挙に自由民主党公認候補として旧福島3区（定数3）に立候補。この選挙では自民党は議席独占を狙い、同選挙区に前職の斎藤邦吉、田中直紀、新人の坂本の3人を擁立した。1位当選は日本社会党新人の鈴木久、2位当選は斎藤、3位当選は坂本。坂本と次点の田中との差はわずか204票であった。
1993年の第40回衆議院議員総選挙では斎藤が引退し、田中、坂本、日本新党新人の木幡弘道が当選した。
1994年、小選挙区制の導入を訴え、野党に転落した自由民主党を離党。新党みらいの結党に参加し、自由改革連合を経て新進党に合流する。1996年の第41回衆議院議員総選挙では新進党公認で福島5区に立候補し、自民党前職の田中直紀を破り3選。同年の新進党分党に際しては、分党後の各政党のいずれにも入党せず、無所属の期間を経て1999年に自民党に復党した。復党後はコスタリカ方式により坂本、吉野正芳が福島5区、比例東北ブロックで交互に立候補する選挙区調整が行われた（吉野は2009年の第45回衆議院議員総選挙では福島3区、2012年の第46回衆議院議員総選挙では比例中国ブロックに国替えし、いずれも当選）。
2002年より衆議院財務金融委員長。2003年、第1次小泉第2次改造内閣で経済産業副大臣に任命され、第2次小泉内閣まで務める。
2009年の第45回衆議院議員総選挙では自民党公認（公明党推薦）で福島5区から立候補するが、民主党前職の吉田泉に敗れ、重複立候補していた比例東北ブロックでの復活も叶わず、落選した。2010年4月、引き続き自民党福島県第五選挙区支部長に就き、次期衆議院議員総選挙における公認が事実上内定する。
2012年の第46回衆議院議員総選挙では福島5区で前回敗れた民主党の吉田を破り、国政に復帰した（吉田も比例復活）。選挙後、衆議院災害対策特別委員長に就任。
2014年の第47回衆議院議員総選挙では、公示日前日の12月1日、自民党本部は福島5区の公認候補をいわき市出身で比例中国ブロック前職の吉野正芳とすることを発表。坂本は比例近畿ブロックに回り、名簿登載順位40位（比例単独）で立候補したが、落選。
2017年9月、次期衆院選に立候補せず、政界を引退する意向を示した。
同年11月3日付の秋の叙勲で、旭日大綬章を受章。
2018年11月4日、出先の茨城県で体調を崩し日立市の病院に搬送されたが、同日14時8分、同所で急性心不全のため死去。74歳没。日本国政府は死没日をもって従三位に叙した。

## 政策・主張

### 選択的夫婦別姓
選択的夫婦別姓制度の導入に反対。

### 核武装
自由民主党組織本部長在任中の2009年4月7日、党の役員連絡会の席上で北朝鮮が2日前に行ったミサイル発射実験に言及し、「北朝鮮は核を保有している。日本も核を保有すると言ってもいいのではないか」という趣旨の発言を行った。また国連安全保障理事会における、北朝鮮に対する非難決議の採択の難航について「国連脱退くらいの話をしてもよい」との見解を表明した。翌4月8日、坂本は発言の意図について、「日本は北朝鮮に強く臨むため、国際社会に対して国連を脱退するぞ、核武装するぞと圧力をかけるくらいアピールしないとだめだという例えで言った」と釈明し、核武装論を否定。これを受け、幹事長の細田博之は「誰も本気で言ったとは思っていない。核武装できるとも思っていない」と述べ、坂本の発言について不問に付す考えを表明した。河村建夫内閣官房長官も「非核三原則を持つ国としてそのような選択肢はあり得ない」と述べた。一方、山崎拓は「このような意見が、公然と党の会議で言われることは非常に憂慮すべきだ。人類を破滅に導く議論だ」と坂本を批判した。
なお坂本は、2012年の第46回衆議院議員総選挙における毎日新聞社が立候補者を対象に実施したアンケートでは、日本の核武装について「将来にわたって検討すべきでない」としている。

### 放射性廃棄物の国内処理
「オンカロ」のような最終処分場は国内に造るべき、と述べる。さらに、最終処分場が造られるのは最も地盤の安定した場所であるべきで、そこは首都機能を移転させるのにも理想的であり、それとリンクさせるべき、と述べている。

### 特定秘密保護法案
2013年11月26日、特定秘密保護法案の採決で賛成票を投じている。

## 不祥事
- 2010年、坂本の前秘書でもあった長男の坂本竜太郎（当時福島県いわき市議会議員）が、道路交通法違反（酒気帯び運転）の現行犯で逮捕された[15][16][17][18]。長男は市議会議員を辞職した[16]。

## 所属団体・議員連盟
- 自民党たばこ議員連盟（副会長）[19]
- 日本教職員組合問題究明議員連盟
- 神道政治連盟国会議員懇談会
- 日本会議国会議員懇談会
- 日本ライフル射撃協会（会長）

## 著書
- 『国会移転！－首都機能移転で日本はどう変わるのかー』サンドケー出版局、1996年9月
- 『剛ちゃんがゆく－市会、県会、国会政治生活30年のドラマ－』籍文社、2002年4月

## 逸話
- 1993年10月16日に放送された日本テレビ「第13回ビートたけしのお笑いウルトラクイズ」の宴会クイズに自由民主党を代表して出場した。